# 罗斯科·希伦科特
罗斯科·希伦科特 （1897年5月8日—1982年6月18日），美國情報界官員、美國海軍退役中將，出生於密蘇里州路易斯，在第二次世界大战後出任第三任中央情报组组长。1947年7月26日，美国国会通过了由总统哈利·S·杜鲁门签署的国家安全法，1947年9月18日中央情报局正式成立，取代中央情报组，出任第一任局长，并兼任中央情报主任直到1950年10月7日。

## 早年经历
希伦科特1919年毕业于美国海军学院，毕业後曾经在学校任教。
他在1930年起出任美国驻法国海军副武官，1938年担任美国驻法国大使馆武官。在日军偷袭珍珠港时受伤，後来在尼米兹手下工作，担任太平洋舰队的情报参谋。
1943年，出任密苏里号战舰 (BB-63)舰长。

## 中情局长
1947年，希伦科特返国，随後出任第三任中央情报组组长、中央情报主任。1947年7月26日，美国国会通过了国家安全法，1947年9月18日正式成立中央情报局，取代中央情报组，被杜鲁门委任为首任局长。
在担任中央情报局局长以後，为了阻止共产政权的扩大，1947年12月19日，国家安全委员会发布了杜鲁门签署的文件，要求国务卿协助进行反共宣传活动，而中情局则要尽量配合协助。时任美国国防部长的詹姆斯·福莱斯特担心在意大利举行的选举中，共产左派会取胜，要求中情局要用手段影响大选结果，以便对其他民主政党有利及对美国作出长期支持，在1948年的意大利大选中，意大利共产党大败，使中央情报局开始对各国社会施加影响。
1949年，柏林封锁後，柏林分裂为东柏林及西柏林，中央情报局与英国军情六处等西方情报机构合作，开始派遣特务渗透，及对逃离的流亡者搜集情报并付予酬劳，但十居其九的情报是虚构，而渗透到苏联的特务亦鲜有生还者，对中情局造成很大打击，希伦科特备受批评。而对朝鲜的情报工作失败成为他下台的主因。

## 辞职
1950年，朝鲜战争爆发，在此以前，中情局误判除非苏联有意发动世界大战，否则战争不会爆发。
然而，1950年6月25日，朝鲜人民军向韩国发动攻击，并於6月27日攻陷汉城，在6月26日晚，消息才传到白宫，杜鲁门得知後，派遣麦克阿瑟领导美军援韩，并在中华人民共和国及苏联缺席下，在联合国通过出兵决议。
由於中央情报局在此次情报工作的失败，希伦科特被迫辞去中央情报局局长职务。
1950年11月，希伦科特重回海军，担任舰队長，他在海军任职到1957年。
1957年至1962年，希伦科特担任了全国大气现象调查委员会理事会理事。。1982年6月18日，希伦斯科去世，享年85岁。

## 军衔
| 海军少尉 | 海军中尉 | 海军上尉 | 海军少校 | 海軍中校 | 海軍上校 |
| O-1      | O-2      | O-3      | O-4      | O-5      | O-6      |
| -------- | -------- | -------- | -------- | -------- | -------- |
|          |          |          |          |          |          |
| 1919     | 未知     | 未知     | 未知     | 未知     | 未知     |

| 海军少将       | 海军中将     |
| O-7, O-8       | O-9          |
| -------------- | ------------ |
|                |              |
| 1946年11月29日 | 1956年4月9日 |